# Rhododendron heizhugouense
Rhododendron heizhugouense är en ljungväxtart som beskrevs av M.Y. He och L.C. Hu. Rhododendron heizhugouense ingår i släktet rododendron, och familjen ljungväxter. Inga underarter finns listade i Catalogue of Life.